# Зелёный (Палласовский район)
Зёленый — посёлок в Палласовском районе Волгоградской области, в составе Лиманного сельского поселения. Посёлок расположен на реке Торгун, в 12 км восточнее города Палласовка.
Население — 42 (2010)

## История
Основан во второй половине XX века. В 1962 году населенному пункту, возникшему на базе подсобного хозяйства Палласовского райпотребсоюза Палласовского поселкового Совета было присвоено наименование — посёлок Зелёный.
По состоянию на 1989 год посёлок относился к Палласовскому горсовету. В 2004 году Законом Волгоградской области от 30 декабря 2004 года № 982-ОД «Об установлении границ и наделении статусом Палласовского района и муниципальных образований в его составе» в составе Палласовского района посёлок Зелёный включён в состав Лиманного сельского поселения с центром в посёлке Лиманный.

## Население
Динамика численности населения по годам:
| 1987 | 2002 | 2010 |
| ---- | ---- | ---- |
| ≈40  | 77   | 42   |